# Ліга Європи УЄФА 2018—2019
Ліга Європи УЄФА 2018–2019 — десятий розіграш щорічного футбольного клубного змагання, яке до зміни формату називалось «Кубок УЄФА». Фінальний матч відбувся в Баку, Азербайджан на Олімпійському стадіоні.
Переможець турніру англійський клуб «Челсі» кваліфікувався до Ліги чемпіонів УЄФА 2019-20, а також отримав право зіграти проти переможця Ліги чемпіонів УЄФА 2018-19 в Суперкубку УЄФА 2019.

## Зміни формату
9 грудня 2016 УЄФА підтвердив план реформування Ліги чемпіонів УЄФА на цикл 2018-2021 років, який був оголошений 26 серпня 2016 року. Відповідно до нового регламенту, усі команди, які вибули після кваліфікаційних раундів Ліги чемпіонів УЄФА, отримають другий шанс у Лізі Європи.

## Розподіл асоціацій
У Лізі Європи УЄФА 2018-19 візьмуть участь 214 команд з усіх 55 асоціацій членів УЄФА. Рейтинг асоціацій, оснований на таблиці коефіцієнтів УЄФА, використовується для визначення кількості команд-учасниць для кожної асоціації:
- Асоціації 1-51 (крім Ліхтенштейну) представлені трьома (3) командами
- Асоціації 52-54 представлені двома (2) командами
- Ліхтенштейн та Косово представлені однією (1) командою
- А також 55 команд-невдах Ліги чемпіонів УЄФА 2018-19 переходять в Лігу Європи

### Рейтинг асоціацій
Асоціації отримують місця у Лізі Європи УЄФА 2018-19 відповідно до таблиці коефіцієнтів УЄФА 2017 (з 2012 по 2017 рік).
| Рейтинг | Асоціація  | Коеф.   | К-ть команд |
| ------- | ---------- | ------- | ----------- |
| 1       | Іспанія    | 104.998 | 3           |
| 2       | Німеччина  | 79.498  | 3           |
| 3       | Англія     | 75.962  | 3           |
| 4       | Італія     | 73.332  | 3           |
| 5       | Франція    | 56.665  | 3           |
| 6       | Росія      | 50.532  | 3           |
| 7       | Португалія | 49.332  | 3           |
| 8       | Україна    | 42.633  | 3           |
| 9       | Бельгія    | 42.400  | 3           |
| 10      | Туреччина  | 39.200  | 3           |
| 11      | Чехія      | 33.9175 | 3           |
| 12      | Швейцарія  | 32.075  | 3           |
| 13      | Нідерланди | 31.063  | 3           |
| 14      | Греція     | 27.900  | 3           |
| 15      | Австрія    | 25.350  | 3           |
| 16      | Хорватія   | 25.250  | 3           |
| 17      | Румунія    | 24.350  | 3           |
| 18      | Данія      | 24.000  | 3           |
| 19      | Білорусь   | 19.875  | 3           |

| Рейтинг | Асоціація   | Коеф.   | К-ть команд |
| ------- | ----------- | ------- | ----------- |
| 20      | Польща      | 19.7500 | 3           |
| 21      | Швеція      | 19.725  | 3           |
| 22      | Ізраїль     | 19.375  | 3           |
| 23      | Шотландія   | 18.925  | 3           |
| 24      | Кіпр        | 18.550  | 3           |
| 25      | Норвегія    | 18.325  | 3           |
| 26      | Азербайджан | 17.750  | 3           |
| 27      | Болгарія    | 15.875  | 3           |
| 28      | Сербія      | 15.375  | 3           |
| 29      | Казахстан   | 15.250  | 3           |
| 30      | Словенія    | 13.125  | 3           |
| 31      | Словаччина  | 11.750  | 3           |
| 32      | Ліхтенштейн | 11.000  | 1           |
| 33      | Угорщина    | 9.500   | 3           |
| 34      | Молдова     | 9.500   | 3           |
| 35      | Ісландія    | 8.375   | 3           |
| 36      | Фінляндія   | 7.650   | 3           |
| 37      | Албанія     | 6.625   | 3           |

| Рейтинг | Асоціація            | Коеф. | К-ть команд |
| ------- | -------------------- | ----- | ----------- |
| 38      | Ірландія             | 6.575 | 3           |
| 39      | Боснія і Герцеговина | 6.500 | 3           |
| 40      | Грузія               | 6.375 | 3           |
| 41      | Латвія               | 6.125 | 3           |
| 42      | Македонія            | 5.620 | 3           |
| 43      | Естонія              | 5.250 | 3           |
| 44      | Чорногорія           | 5.250 | 3           |
| 45      | Вірменія             | 5.125 | 3           |
| 46      | Люксембург           | 4.875 | 3           |
| 47      | Північна Ірландія    | 4.500 | 3           |
| 48      | Литва                | 4.125 | 3           |
| 49      | Мальта               | 4.000 | 3           |
| 50      | Уельс                | 3.875 | 3           |
| 51      | Фарерські острови    | 3.500 | 3           |
| 52      | Гібралтар            | 2.500 | 2           |
| 53      | Андорра              | 1.165 | 2           |
| 54      | Сан-Марино           | 0.333 | 2           |
| 55      | Косово               | 0.000 | 1           |

### Розподіл за раундами
В розподілі за раундами за замовчуванням 17 клубів, які вибули після першого кваліфікаційного раунду Ліги чемпіонів УЄФА, переходять до другого кваліфікаційного раунду Ліги Європи (Шлях чемпіонів). Однак, на одну менше невдахи перейдуть до Ліги Європи через те, що переможець Ліги чемпіонів попереднього сезону вже кваліфікувався до групового етапу Ліги чемпіонів через путівку від своєї країни. Тому, тільки 19 клубів братимуть участь в Шляху чемпіонів другого кваліфікаційного раунду (один з них в результаті жеребкування отримує автоматичний прохід до третього кваліфікаційного раунду).
Крім того, за замовчуванням 3 клуби, які вибули після другого кваліфікаційного раунду Ліги чемпіонів УЄФА (нечемпіони) переходять до третього кваліфікаційного раунду Ліги Європи (Основний шлях). Однак, на одну менше невдахи перейдуть до Ліги Європи через те, що переможець Ліги Європи попереднього сезону вже кваліфікувався до групового етапу Ліги чемпіонів через путівку від своєї країни. Отже, внесено наступні зміни:
- Володар кубка асоціації 18 (Данія) братиме участь в третьому кваліфікаційному раунді замість другого кваліфікаційного раунду.
- Володар кубка асоціації 25 (Норвегія) братиме участь в другому кваліфікаційному раунді замість першого кваліфікаційного раунду.
- Володарі кубків асоціацій 50 та 51 (Уельс та Фарерські острови) братимуть участь в першому кваліфікаційному раунді замість попереднього раунду.

| Раунд                                     | Раунд                                     | Команди, що починають з цього раунду | Команди, що вийшли з попереднього раунду                          | Команди, що вибули з Ліги Чемпіонів |
| ----------------------------------------- | ----------------------------------------- | --- | ----------------------------------------------------------------- | --- |
| Попередній раунд (14 команд)              | Попередній раунд (14 команд)              | - 4 володарі кубків асоціацій 52-55 - 6 клубів, що зайняли другі місця в асоціаціях 49-54 - 4 клуби, що зайняли треті місця в асоціаціях 48-51 |                                                                   | |
| Перший кваліфікаційний раунд (94 команди) | Перший кваліфікаційний раунд (94 команди) | - 26 володарів кубків асоціацій 26-51 - 30 клубів, що зайняли другі місця в асоціаціях 18-48 (крім Ліхтенштейну) - 31 клуб, що зайняли треті місця в асоціаціях 16-47 (крім Ліхтенштейну) | - 7 переможців попереднього раунду                                | |
| Другий кваліфікаційний раунд              | Шлях чемпіонів (19 команд)                | |                                                                   | - 16 клубів, які вибули після першого кваліфікаційного раунду Ліги чемпіонів УЄФА - 3 клуби, які вибули після попереднього раунду Ліги чемпіонів УЄФА                 |
| Другий кваліфікаційний раунд              | Основний шлях (74 команди)                | - 7 володарів кубків асоціацій 19-25 - 2 клуби, що зайняли другі місця в асоціаціях 16-17 - 3 клуби, що зайняли треті місця в асоціаціях 13-15 - 9 клубів, що зайняли четверті місця в асоціаціях 7-15 - 2 клуби, що зайняли п'яті місця в асоціаціях 5-6 (Володар кубка ліги для Франції) - 4 клуби, що зайняли шості місця в асоціаціях 1-4 (Володар кубка ліги для Англії) | - 47 переможців першого кваліфікаційного раунду                   | |
| Третій кваліфікаційний раунд              | Шлях чемпіонів (20 команд)                | | - 10 переможців другого кваліфікаційного раунду (Шлях чемпіонів)  | - 10 клубів, які вибули після другого кваліфікаційного раунду Ліги чемпіонів УЄФА (чемпіони)                                                                          |
| Третій кваліфікаційний раунд              | Основний шлях (52 команди)                | - 6 володарів кубків асоціацій 13-18 - 6 клубів, що зайняли треті місця в асоціаціях 7-12 - 1 клуб, що зайняв четверте місце в асоціації 6 | - 37 переможців другого кваліфікаційного раунду (Основний шлях)   | - 2 клуби, які вибули після другого кваліфікаційного раунду Ліги чемпіонів УЄФА (нечемпіони)                                                                          |
| Раунд плей-оф                             | Шлях чемпіонів (16 команд)                | | - 10 переможців третього кваліфікаційного раунду (Шлях чемпіонів) | - 6 клубів, які вибули після третього кваліфікаційного раунду Ліги чемпіонів УЄФА (чемпіони)                                                                          |
| Раунд плей-оф                             | Основний шлях (26 команд)                 | | - 26 переможців третього кваліфікаційного раунду (Основний шлях)  | |
| Груповий етап (48 команд)                 | Груповий етап (48 команд)                 | - 12 володарів кубків асоціацій 1-12 - 1 клуб, що зайняв четверте місце в асоціації 5 - 4 клуби, що зайняли п'яті місця в асоціаціях 1-4 | - 21 переможець раунду плей-оф                                    | - 6 клубів, які вибули після раунду плей-оф Ліги чемпіонів УЄФА - 4 клуби, які вибули після третього кваліфікаційного раунду плей-оф Ліги чемпіонів УЄФА (нечемпіони) |
| Плей-оф (32 команди)                      | Плей-оф (32 команди)                      | | - 24 команди, що зайняли перші два місця в груповому етапі        | - 8 команд, що зайняли треті місця в груповому етапі Ліги чемпіонів УЄФА                                                                                              |

### Список учасників
Теги в дужках вказують на те, як команда потрапила в турнір:
- ПК: переможець національного кубка
- 2-е, 3-є, 4-е, і т. д.: позиція в чемпіонаті
- ПП: переможці післясезонного європейського плей-оф
- ЛЧ: команди, що вибули з Ліги чемпіонів
  - ГР: груповий етап
  - П-О: раунд плей-оф
  - 3КР: 3-й кваліфікаційний раунд
  - 2КР: 2-й кваліфікаційний раунд
  - 1КР: 1-й кваліфікаційний раунд
  - ПР: попередній раунд

| 1/16 фіналу                  | 1/16 фіналу                        | 1/16 фіналу                | 1/16 фіналу                 |
| ---------------------------- | ---------------------------------- | -------------------------- | --------------------------- |
| Валенсія (ЛЧ ГР)             | Наполі (ЛЧ ГР)                     | Шахтар (ЛЧ ГР)             | Галатасарай (ЛЧ ГР)         |
| Інтернаціонале (ЛЧ ГР)       | Бенфіка (ЛЧ ГР)                    | Брюгге (ЛЧ ГР)             | Вікторія (ЛЧ ГР)            |
| Груповий етап                |                                    |                            |                             |
| Вільярреал (5-е)             | Мілан (6-е)[Прим ITA]              | Акхісар Беледієспор (ПК)   | БАТЕ (ЛЧ П-О)               |
| Реал Бетіс (6-е)             | Марсель (4-е)                      | Яблонець (3-є)             | МОЛ Віді (ЛЧ П-О)           |
| Айнтрахт (Франкфурт) (ПК)    | Ренн (5-е)                         | Цюрих (ПК)                 | Спартак (Москва) (ЛЧ 3КР)   |
| Баєр 04 (5-е)                | Краснодар (4-е)[Прим RUS]          | Динамо (ЛЧ П-О)            | Стандард (ЛЧ 3КР)           |
| Челсі (ПК)                   | Спортінг (Лісабон) (3-є)[Прим POR] | ПАОК (ЛЧ П-О)              | Фенербахче (ЛЧ 3КР)         |
| Арсенал (6-е)                | Ворскла (3-є)                      | Ред Булл (ЛЧ П-О)          | Славія (ЛЧ 3КР)             |
| Лаціо (5-е)                  | Андерлехт (3-є)                    | Динамо (ЛЧ П-О)            |                             |
| Раунд плей-оф                |                                    |                            |                             |
| Шлях чемпіонів               | Шлях чемпіонів                     | Основний шлях              | Основний шлях               |
| Мальме (ЛЧ 3КР)              | Астана (ЛЧ 3КР)                    |                            |                             |
| Селтік (ЛЧ 3КР)              | Спартак (Трнава) (ЛЧ 3КР)          |                            |                             |
| Карабах (ЛЧ 3КР)             | Шкендія (ЛЧ 3КР)                   |                            |                             |
| Третій кваліфікаційний раунд |                                    |                            |                             |
| Шлях чемпіонів               | Шлях чемпіонів                     | Основний шлях              | Основний шлях               |
| Клуж (ЛЧ 2КР)                | Лудогорець (ЛЧ 2КР)                | Зеніт (5-е)[Прим RUS]      | Олімпіакос (Пірей) (3-є)    |
| Мідтьюлланн (ЛЧ 2КР)         | Шериф (ЛЧ 2КР)                     | Брага (4-е)[Прим POR]      | Рапід (3-є)                 |
| Легія (ЛЧ 2КР)               | ГІК (ЛЧ 2КР)                       | Зоря (4-е)                 | Рієка (2-е)                 |
| Хапоель (Беер-Шева) (ЛЧ 2КР) | Кукесі (ЛЧ 2КР)                    | Гент (4-е)                 | Університатя (Крайова) (ПК) |
| Русенборг (ЛЧ 2КР)           | Судува (ЛЧ 2КР)                    | Істанбул Башакшехір (3-є)  | Брондбю (ПК)                |
|                              |                                    | Сігма (4-е)                | Базель (ЛЧ 2КР)             |
| Люцерн (3-є)                 | Штурм (ЛЧ 2КР)                     |                            |                             |
| Феєнорд (ПК)                 |                                    |                            |                             |
| Другий кваліфікаційний раунд |                                    |                            |                             |
| Шлях чемпіонів               | Шлях чемпіонів                     | Основний шлях              | Основний шлях               |
| АПОЕЛ (ЛЧ 1КР)               | Ф91 Дюделанж (ЛЧ 1КР)              | Севілья (7-е)              | Атромітос (4-е)             |
| Олімпія (ЛЧ 1КР)             | Крузейдерс (ЛЧ 1КР)                | РБ Лейпциг (6-е)           | Астерас (5-е)               |
| Валюр (ЛЧ 1КР)               | Валетта (ЛЧ 1КР)                   | Бернлі (7-е)               | ЛАСК (4-е)                  |
| Корк Сіті (ЛЧ 1КР)           | Нью-Сейнтс (ЛЧ 1КР)                | Аталанта (7-е)             | Адміра (5-е)                |
| Зриньські (ЛЧ 1КР)           | Вікінгур (ЛЧ 1КР)                  | Бордо (6-е)                | Хайдук (3-є)                |
| Торпедо (ЛЧ 1КР)             | Дріта (ЛЧ 1КР)                     | Уфа (6-е)[Прим RUS]        | Стяуа (2-е)                 |
| Спартакс (ЛЧ 1КР)            | Лінкольн Ред Імпс (ЛЧ ПР)          | Ріу Аве (5-е)[Прим POR]    | Динамо (Брест) (ПК)         |
| Флора (ЛЧ 1КР)               | ФК Санта-Колома (ЛЧ ПР)            | Маріуполь (5-е)            | Ягеллонія (2-е)             |
| Сутьєска (ЛЧ 1КР)            | Ла Фіоріта (ЛЧ ПР)                 | Генк (ПП)                  | Юргорден (ПК)               |
| Алашкерт (ЛЧ 1КР)            |                                    | Бешікташ (4-е)             | Хапоель (Хайфа) (ПК)        |
|                              |                                    | Спарта (5-е)               | Абердин (2-е)               |
| Санкт-Галлен (5-е)           | АЕК (ПК)                           |                            |                             |
| АЗ (3-є)                     | Ліллестрем (ПК)                    |                            |                             |
| Вітессе (ПП)                 |                                    |                            |                             |
| Перший кваліфікаційний раунд |                                    |                            |                             |
| Осієк (4-е)                  | ЦСКА (2-е)                         | Стьярнан (2-е)             | Шкупі (4-е)                 |
| Віїторул (4-е)               | Левські (ПП)                       | Гапнарфйордур (3-є)        | ФКІ Левадія (ПК)            |
| Норшелланн (3-є)             | Партизан (ПК)                      | КуПС (2-е)                 | Нимме Калью (3-є)           |
| Копенгаген (ПП)              | Раднички (Ниш) (3-є)               | Ільвес (3-є)               | Нарва Транс (5-е)[Прим EST] |
| Динамо (Мінськ) (2-е)        | Спартак (4-е)                      | Лахті (4-е)                | Тітоград (ПК)               |
| Шахтар (3-є)                 | Кайрат (ПК)                        | Люфтерарі (3-є)            | Будучност (2-е)             |
| Лех (3-є)                    | Іртиш (4-е)                        | Лачі (4-е)                 | Рудар (6-е)[Прим MNE]       |
| Гурник (Забже) (4-е)         | Тобол (5-е)[Прим KAZ]              | Партизані (5-е)[Прим ALB]  | Гандзасар (ПК)              |
| АІК (2-е)                    | Марибор (2-е)                      | Дандолк (2-е)              | Бананц (2-е)                |
| Геккен (4-е)                 | Домжале (3-є)                      | Шемрок Роверс (3-є)        | Пюнік (5-е)[Прим ARM]       |
| Маккабі (Тель-Авів) (2-е)    | Рудар (4-е)                        | Деррі Сіті (4-е)[Прим IRL] | Расінг (ПК)                 |
| Бейтар (3-є)                 | Слован (Братислава) (ПК)           | Желєзнічар (ПК)            | Прогрес (2-е)               |
| Рейнджерс (3-є)              | ДАК 1904 (3-є)                     | Сараєво (3-є)              | Фола (3-є)                  |
| Гіберніан (4-е)              | Тренчин (ПП)                       | Широкі Брієг (4-е)         | Колрейн (ПК)                |
| Аполлон (2-е)                | Вадуц (ПК)                         | Чихура (ПК)                | Гленавон (3-є)              |
| Анортосіс (3-є)              | Уйпешт (ПК)                        | Динамо (Тбілісі) (2-е)     | Кліфтонвілль (ПП)           |
| Молде (2-е)                  | Ференцварош (2-е)                  | Самтредіа (3-є)            | Стумбрас (ПК)               |
| Сарпсборг 08 (3-є)           | Гонвед (4-е)                       | Лієпая (ПК)                | Жальгіріс (2-е)             |
| Кешла (ПК)                   | Мілсамі (ПК)                       | Рига (3-є)                 | Бальцан (2-е)               |
| Габала (2-е)                 | Петрокуб (3-є)                     | Вентспілс (4-е)            | Коннаг'с Куей Номандс (ПК)  |
| Нефтчі (3-є)                 | Заря (5-е)[Прим MDA]               | Вардар (2-е)               | НСІ Рунавік (ПК)            |
| Славія (ПК)                  | Вестманнаейя (ПК)                  | Работнічкі (3-є)           |                             |
| Попередній раунд             |                                    |                            |                             |
| Тракай (3-є)                 | Кевн Друїдс (ПП)                   | Сент-Джозефс (3-є)         | Тре Фйорі (3-є)             |
| Гзіра Юнайтед (3-є)          | Клаксвік (2-е)                     | Енгордані (2-е)            | Приштина (ПК)               |
| Біркіркара (4-е)             | Б36 Торсгавн (3-є)                 | Сан-Жулія (3-є)            |                             |
| Бала Таун (4-е)[Прим WAL]    | Юероп (ПК)                         | Фольгоре (2-е)             |                             |

Примітки
1. ^ Албанія (ALB): В березні 2018 року Скендербеу отримав 10-річну дискваліфікацію в клубних турнірах УЄФА через договірні матчі.[6] Оскільки Скендербеу став чемпіоном Албанії з футболу 2017—2018, Кукесі, що посів 2-е місце, буде брати участь в Лізі чемпіонів замість Ліги Європи. Отже, путівка надана Партизані, що посів 5-е місце.
2. ^ Вірменія (ARM): Ширак, що посів 4-е місце в Чемпіонаті Вірменії з футболу 2017—2018, кваліфікувався до першого кваліфікаційного раунду, але був покараний Федерацією футболу Вірменії через договірні матчі,[7] і згодом повідомив УЄФА про свою відмову від участі в Лізі Європи.[8] Отже, путівка надана Пюніку, що посів 5-е місце.[9]
3. ^ Естонія (EST): ФКІ Таллінн, що посів 4-е місце в Мейстрілізі 2017, кваліфікувався до першого кваліфікаційного раунду, але був розформований та об'єднаний з Левадією, що перемогла в Кубку Естонії з футболу 2017—2018, в ФКІ Левадія.[10] Отже, путівка надана Нарва Транс, що посів 5-е місце.
4. ^ Ірландія (IRL): Деррі Сіті розташований у Північній Ірландії, але бере участь у Лізі Європи через одну із путівок від Ірландії (усі очки коефіцієнту, які здобуває цей клуб, нараховуються Ірландії, а не Північній Ірландії).
5. ^ Італія (ITA): Мілан, що посів 6-е місце в Італійській Серії A 2017–2018, кваліфікувався до групового етапу, але спочатку був виключений з участі в єврокубках через порушення правил фінансового фейр-плей.[11] Проте він подав апеляцію до Спортивного арбітражного суду і заборона була скасована 20 липня 2018 року.[12][13]
6. ^ Казахстан (KAZ): Ордабаси, що посів 3-є місце в Чемпіонаті Казахстану з футболу 2017, кваліфікувався до першого кваліфікаційного раунду, але не отримав ліцензію від УЄФА.[14] Отже, путівка надана Тоболу, що посів 5-е місце.
7. ^ Молдова (MDA): Дачія, що посіла 4-е місце в Національному дивізіоні Молдови 2017, кваліфікувалася до першого кваліфікаційного раунду, але була розформована після сезону.[15] Отже, путівка надана Зарі, що посіла 5-е місце.
8. ^ Португалія (POR): Авеш, переможець Кубка Португалії з футболу 2017—2018, кваліфікувався до групового етапу, але не отримав ліцензію від УЄФА.[16] Отже, Спортінг (Лісабон), що посів 3-є місце в Прімейра-лізі 2017—2018, братиме участь в груповому етапі замість третього кваліфікаційного раунду, Брага, що посіла 4-е місце, братиме участь в третьому кваліфікаційному раунді замість другого кваліфікаційного раунду, а путівка в другий кваліфікаційний раунд надана Ріу Аве, що посів 5-е місце.
9. ^ Росія (RUS): Тосно, переможець Кубка Росії з футболу 2017—2018, кваліфікувався до групового етапу, але не отримав ліцензію від УЄФА.[17] Отже, Краснодар, що посів 4-е місце в Чемпіонаті Росії з футболу 2017—2018, братиме участь в груповому етапі замість третього кваліфікаційного раунду, Зеніт, що посів 5-е місце, братиме участь в третьому кваліфікаційному раунді замість другого кваліфікаційного раунду, а путівка в другий кваліфікаційний раунд надана Уфі, що посіла 6-е місце.
10. ^ Уельс (WAL): Бангор Сіті, що посів 2-е місце в Чемпіонаті Уельсу з футболу 2017—2018, кваліфікувався до попереднього раунду, але не отримав ліцензію від УЄФА.[18] Отже, путівка надана Бала Таун, що посів 4-е місце.
11. ^ Чорногорія (MNE): Грбаль, що посів 4-е місце в Чемпіонаті Чорногорії з футболу 2017—2018, кваліфікувалася до першого кваліфікаційного раунду, але не отримав ліцензію від УЄФА.[19] Отже, путівка надана Рудару, що посів 6-е місце, через те, що Зета, що посіла 5-е місце, також не отримала ліцензію від УЄФА.

## Розклад матчів і жеребкувань
Всі жеребкування пройдуть у штаб-квартирі УЄФА в Ньйоні, Швейцарія, якщо не вказано інше.
| Фаза                    | Раунд                        | Жеребкування                                                   | Перший матч                                    | Матч-відповідь                                 |
| ----------------------- | ---------------------------- | -------------------------------------------------------------- | ---------------------------------------------- | ---------------------------------------------- |
| Кваліфікація            | Попередній раунд             | 12 червня 2018                                                 | 28 червня 2018                                 | 5 липня 2018                                   |
| Кваліфікація            | Перший кваліфікаційний раунд | 19 червня 2018 (Шлях чемпіонів) 20 червня 2018 (Основний шлях) | 12 липня 2018                                  | 19 липня 2018                                  |
| Кваліфікація            | Другий кваліфікаційний раунд | 19 червня 2018 (Шлях чемпіонів) 20 червня 2018 (Основний шлях) | 26 липня 2018                                  | 2 серпня 2018                                  |
| Кваліфікація            | Третій кваліфікаційний раунд | 23 липня 2018                                                  | 9 серпня 2018                                  | 16 серпня 2018                                 |
| Кваліфікаційний плей-оф | Раунд плей-оф                | 6 серпня 2018                                                  | 23 серпня 2018                                 | 30 серпня 2018                                 |
| Груповий турнір         | Тур 1                        | 31 серпня 2018 (Монако)                                        | 20 вересня 2018                                | 20 вересня 2018                                |
| Груповий турнір         | Тур 2                        | 31 серпня 2018 (Монако)                                        | 4 жовтня 2018                                  | 4 жовтня 2018                                  |
| Груповий турнір         | Тур 3                        | 31 серпня 2018 (Монако)                                        | 25 жовтня 2018                                 | 25 жовтня 2018                                 |
| Груповий турнір         | Тур 4                        | 31 серпня 2018 (Монако)                                        | 8 листопада 2018                               | 8 листопада 2018                               |
| Груповий турнір         | Тур 5                        | 31 серпня 2018 (Монако)                                        | 29 листопада 2018                              | 29 листопада 2018                              |
| Груповий турнір         | Тур 6                        | 31 серпня 2018 (Монако)                                        | 13 грудня 2018                                 | 13 грудня 2018                                 |
| Плей-оф                 | 1/16 фіналу                  | 17 грудня 2018                                                 | 14 лютого 2019                                 | 21 лютого 2019                                 |
| Плей-оф                 | 1/8 фіналу                   | 22 лютого 2019                                                 | 7 березня 2019                                 | 14 березня 2019                                |
| Плей-оф                 | Чвертьфінал                  | 15 березня 2019                                                | 11 квітня 2019                                 | 18 квітня 2019                                 |
| Плей-оф                 | Півфінал                     | 15 березня 2019                                                | 2 травня 2019                                  | 9 травня 2019                                  |
| Плей-оф                 | Фінал                        | 15 березня 2019                                                | 29 травня 2019 на «Олімпійський стадіон», Баку | 29 травня 2019 на «Олімпійський стадіон», Баку |

## Кваліфікація
У попередньому, кваліфікаційних і плей-оф раундах команди розподіляються на сіяні та несіяні відповідно до їхнього рейтингу у таблиці коефіцієнтів УЄФА—2018 (використовується тільки в Основному шляху), за якими проводиться жеребкування, що розподіляє пари у двохматчевому протистоянні. Команди з однієї країни не грають одна з одною.

### Попередній раунд
Жеребкування відбулося 12 червня 2018 року. Перші матчі відбулися 26 та 28 червня 2018 року, матчі-відповіді — 5 липня 2018 року.
| Команда 1    | Заг.           | Команда 2     | 1-й матч | 2-й матч |
| ------------ | -------------- | ------------- | -------- | -------- |
| Юероп        | 1:6            | Приштина      | 1:1      | 0:5      |
| Сан-Жулія    | 1:4            | Гзіра Юнайтед | 0:2      | 1:2      |
| Енгордані    | 3:2            | Фольгоре      | 2:1      | 1:1      |
| Б36 Торсгавн | 2:2 (пен. 4:2) | Сент-Джозефс  | 1:1      | 1:1      |
| Біркіркара   | 2:3            | Клаксвік      | 1:1      | 1:2      |
| Тре Фйорі    | 3:1            | Бала Таун     | 3:0      | 0:1      |
| Кевн Друїдс  | 1:2            | Тракай        | 1:1      | 0:1      |

### Перший кваліфікаційний раунд
Жеребкування відбулося 19 червня 2018 року. Перші матчі відбулися 10-12 липня 2018 року, матчі-відповіді — 17-19 липня 2018 року.
| Команда 1             | Заг.           | Команда 2           | 1-й матч | 2-й матч |
| --------------------- | -------------- | ------------------- | -------- | -------- |
| Стьярнан              | 3:1            | Нимме Калью         | 3:0      | 0:1      |
| Ільвес                | 1:3            | Славія              | 0:1      | 1:2      |
| Клаксвік              | 2:3            | Жальгіріс           | 1:2      | 1:1      |
| Фола                  | 0:0 (пен. 5:4) | Приштина            | 0:0      | 0:0      |
| Гленавон              | 3:6            | Молде               | 2:1      | 1:5      |
| ДАК 1904              | 3:2            | Динамо (Тбілісі)    | 1:1      | 2:1      |
| Стумбрас              | 1:2            | Аполлон             | 1:0      | 0:2      |
| Широкі Брієг          | 3:3 (ч)        | Домжале             | 2:2      | 1:1      |
| Рейнджерс             | 2:0            | Шкупі               | 2:0      | 0:0      |
| Габала                | 1:2            | Прогрес             | 0:2      | 1:0      |
| Расінг                | 0:2            | Віїторул            | 0:2      | 0:0      |
| Самтредіа             | 0:3            | Тобол               | 0:1      | 0:2      |
| Партизані             | 0:3            | Марибор             | 0:1      | 0:2      |
| Нефтчі                | 3:5            | Уйпешт              | 3:1      | 0:4      |
| Будучност             | 1:3            | Тренчин             | 0:2      | 1:1      |
| Деррі Сіті            | 2:3            | Динамо (Мінськ)     | 0:2      | 2:1      |
| Б36 Торсгавн          | 2:1            | Тітоград            | 0:0      | 2:1      |
| Гурник (Забже)        | 2:1            | Заря                | 1:0      | 1:1      |
| Спартак               | 3:1            | Колрейн             | 1:1      | 2:0      |
| Пюнік                 | 3:0            | Вардар              | 1:0      | 2:0      |
| Шемрок Роверс         | 1:2            | АІК                 | 0:1      | 1:1 (дч) |
| Коннаг'с Куей Номандс | 1:5            | Шахтар              | 1:3      | 0:2      |
| Лахті                 | 0:3            | Гапнарфйордур       | 0:3      | 0:0      |
| Вентспілс             | 8:3            | Люфтерарі           | 5:0      | 3:3      |
| Кліфтонвілль          | 1:3            | Норшелланн          | 0:1      | 1:2      |
| Бананц                | 1:5            | Сараєво             | 1:2      | 0:3      |
| Енгордані             | 1:10           | Кайрат              | 0:3      | 1:7      |
| Петрокуб              | 2:3            | Осієк               | 1:1      | 1:2      |
| Анортосіс             | 2:2 (ч)        | Лачі                | 2:1      | 0:1      |
| Ференцварош           | 1:2            | Маккабі (Тель-Авів) | 1:1      | 0:1      |
| Бальцан               | 5:3            | Кешла               | 4:1      | 1:2      |
| Работнічкі            | 2:5            | Гонвед              | 2:1      | 0:4      |
| Рудар                 | 0:6            | Партизан            | 0:3      | 0:3      |
| ЦСКА                  | 1:1 (пен. 5:3) | Рига                | 1:0      | 0:1      |
| Мілсамі               | 2:9            | Слован (Братислава) | 2:4      | 0:5      |
| Раднички (Ниш)        | 5:0            | Гзіра Юнайтед       | 4:0      | 1:0      |
| Лех                   | 3:2            | Гандзасар           | 2:0      | 1:2      |
| Чихура                | 2:1            | Бейтар              | 0:0      | 2:1      |
| Вадуц                 | 3:3 (ч)        | Левські             | 1:0      | 2:3      |
| Нарва Транс           | 1:5            | Желєзнічар          | 0:2      | 1:3      |
| Тракай                | 1:0            | Іртиш               | 0:0      | 1:0      |
| Гіберніан             | 12:5           | НСІ Рунавік         | 6:1      | 6:4      |
| Рудар                 | 10:0           | Тре Фйорі           | 7:0      | 3:0      |
| ФКІ Левадія           | 1:3            | Дандолк             | 0:1      | 1:2      |
| Вестманнаейя          | 0:6            | Сарпсборг 08        | 0:4      | 0:2      |
| КуПС                  | 1:2            | Копенгаген          | 0:1      | 1:1      |
| Лієпая                | 2:4            | Геккен              | 0:3      | 2:1      |

### Другий кваліфікаційний раунд
На цьому етапі змагання діляться на два «шляхи»: Шлях чемпіонів (для клубів, які вибули після кваліфікаційних раундів Ліги чемпіонів УЄФА) та Основний шлях (для переможців кубків та клубів не чемпіонів своїх країн).
Жеребкування відбулося 19 та 20 червня 2018 року. Перші матчі відбулися 26 липня 2018 року, матчі-відповіді — 31 липня - 2 серпня 2018 року.
| Команда 1           | Заг.           | Команда 2           | 1-й матч       | 2-й матч       |                |
| Шлях чемпіонів      | Шлях чемпіонів | Шлях чемпіонів      | Шлях чемпіонів | Шлях чемпіонів | Шлях чемпіонів |
| ------------------- | -------------- | ------------------- | -------------- | -------------- | -------------- |
| Корк Сіті           | +:-            |                     |                |                |                |
| Нью-Сейнтс          | 3:2            | Лінкольн Ред Імпс   | 2:1            | 1:1            |                |
| Торпедо             | 7:0            | Вікінгур            | 3:0            | 4:0            |                |
| Зриньські           | 3:2            | Валетта             | 1:1            | 2:1            |                |
| ФК Санта-Колома     | 1:3            | Валюр               | 1:0            | 0:3            |                |
| Сутьєска            | 0:1            | Алашкерт            | 0:1            | 0:0            |                |
| Ф91 Дюделанж        | 3:2            | Дріта               | 2:1            | 1:1            |                |
| Спартакс            | 9:0            | Ла Фіоріта          | 6:0            | 3:0            |                |
| АПОЕЛ               | 5:2            | Флора               | 5:0            | 0:2            |                |
| Олімпія             | 6:2            | Крузейдерс          | 5:1            | 1:1            |                |
| Основний шлях       |                |                     |                |                |                |
| Молде               | 5:0            | Лачі                | 3:0            | 2:0            |                |
| Аталанта            | 10:2           | Сараєво             | 2:2            | 8:0            |                |
| Жальгіріс           | 2:1            | Вадуц               | 1:0            | 1:1            |                |
| Кайрат              | 3:2            | АЗ                  | 2:0            | 1:2            |                |
| Абердин             | 2:4            | Бернлі              | 1:1            | 1:3 (дч)       |                |
| Партизан            | 2:1            | Тракай              | 1:0            | 1:1            |                |
| Бальцан             | 3:4            | Слован (Братислава) | 2:1            | 1:3            |                |
| Норшелланн          | 2:0            | АІК                 | 1:0            | 1:0            |                |
| Рудар               | 0:6            | Стяуа               | 0:2            | 0:4            |                |
| Хапоель (Хайфа)     | 2:1            | Гапнарфйордур       | 1:1            | 1:0            |                |
| Дандолк             | 0:4            | АЕК                 | 0:0            | 0:4            |                |
| Гурник (Забже)      | 1:5            | Тренчин             | 0:1            | 1:4            |                |
| Маккабі (Тель-Авів) | 4:2            | Раднички (Ниш)      | 2:0            | 2:2            |                |
| ЦСКА                | 6:1            | Адміра              | 3:0            | 3:1            |                |
| Спартак             | 3:2            | Спарта              | 2:0            | 1:2            |                |
| РБ Лейпциг          | 5:1            | Геккен              | 4:0            | 1:1            |                |
| Стьярнан            | 0:7            | Копенгаген          | 0:2            | 0:5            |                |
| Уфа                 | 1:1 (ч)        | Домжале             | 0:0            | 1:1            |                |
| Тобол               | 2:2 (ч)        | Пюнік               | 2:1            | 0:1            |                |
| Ягеллонія           | 5:4            | Ріу Аве             | 1:0            | 4:4            |                |
| ЛАСК                | 6:1            | Ліллестрем          | 4:0            | 2:1            |                |
| Гонвед              | 1:2            | Прогрес             | 1:0            | 0:2            |                |
| Осієк               | 1:2            | Рейнджерс           | 0:1            | 1:1            |                |
| Б36 Торсгавн        | 0:8            | Бешікташ            | 0:2            | 0:6            |                |
| ДАК 1904            | 2:7            | Динамо (Мінськ)     | 1:3            | 1:4            |                |
| Вентспілс           | 1:3            | Бордо               | 0:1            | 1:2            |                |
| Желєзнічар          | 2:5            | Аполлон             | 1:2            | 1:3            |                |
| Віїторул            | 3:5            | Вітессе             | 2:2            | 1:3            |                |
| Санкт-Галлен        | 2:2 (ч)        | Сарпсборг 08        | 2:1            | 0:1            |                |
| Динамо (Брест)      | 5:4            | Атромітос           | 4:3            | 1:1            |                |
| Севілья             | 7:1            | Уйпешт              | 4:0            | 3:1            |                |
| Шахтар              | 2:4            | Лех                 | 1:1            | 1:3 (дч)       |                |
| Гіберніан           | 4:3            | Астерас             | 3:2            | 1:1            |                |
| Чихура              | 0:2            | Марибор             | 0:0            | 0:2            |                |
| Генк                | 9:1            | Фола                | 5:0            | 4:1            |                |
| Юргорден            | 2:3            | Маріуполь           | 1:1            | 1:2 (дч)       |                |
| Хайдук              | 4:2            | Славія              | 1:0            | 3:2            |                |

### Третій кваліфікаційний раунд
Жеребкування відбулося 23 липня 2018 року. Перші матчі відбулися 7 та 9 серпня 2018 року, матчі-відповіді — 16 серпня 2018 року.
| Команда 1           | Заг.           | Команда 2              | 1-й матч       | 2-й матч       |                |
| Шлях чемпіонів      | Шлях чемпіонів | Шлях чемпіонів         | Шлях чемпіонів | Шлях чемпіонів | Шлях чемпіонів |
| ------------------- | -------------- | ---------------------- | -------------- | -------------- | -------------- |
| Лудогорець          | 2:1            | Зриньські              | 1:0            | 1:1            |                |
| Легія               | 3:4            | Ф91 Дюделанж           | 1:2            | 2:2            |                |
| Алашкерт            | 0:7            | Клуж                   | 0:2            | 0:5            |                |
| Олімпія             | 7:1            | ГІК                    | 3:0            | 4:1            |                |
| Шериф               | 2:2 (ч)        | Валюр                  | 1:0            | 1:2            |                |
| Корк Сіті           | 0:5            | Русенборг              | 0:2            | 0:3            |                |
| Спартакс            | 0:1            | Судува                 | 0:1            | 0:0            |                |
| Нью-Сейнтс          | 1:5            | Мідтьюлланн            | 0:2            | 1:3            |                |
| Хапоель (Беер-Шева) | 3:5            | АПОЕЛ                  | 2:2            | 1:3            |                |
| Торпедо             | 5:4            | Кукесі                 | 5:2            | 0:2            |                |
| Основний шлях       |                |                        |                |                |                |
| Пюнік               | 1:2            | Маккабі (Тель-Авів)    | 0:0            | 1:2            |                |
| Динамо (Мінськ)     | 5:8            | Зеніт                  | 4:0            | 1:8 (дч)       |                |
| Штурм               | 0:7            | АЕК                    | 0:2            | 0:5            |                |
| Сарпсборг 08        | 2:1            | Рієка                  | 1:1            | 1:0            |                |
| Істанбул Башакшехір | 0:1            | Бернлі                 | 0:0            | 0:1 (дч)       |                |
| Зоря                | 3:3 (ч)        | Брага                  | 1:1            | 2:2            |                |
| Хапоель (Хайфа)     | 1:6            | Аталанта               | 1:4            | 0:2            |                |
| Генк                | 4:1            | Лех                    | 2:0            | 2:1            |                |
| Вітессе             | 0:2            | Базель                 | 0:1            | 0:1            |                |
| Норшелланн          | 3:5            | Партизан               | 1:2            | 2:3            |                |
| Гіберніан           | 0:3            | Молде                  | 0:0            | 0:3            |                |
| Хайдук              | 1:2            | Стяуа                  | 0:0            | 1:2            |                |
| Севілья             | 6:0            | Жальгіріс              | 1:0            | 5:0            |                |
| Сігма               | 4:1            | Кайрат                 | 2:0            | 2:1            |                |
| Слован (Братислава) | 2:5            | Рапід                  | 2:1            | 0:4            |                |
| Маріуполь           | 2:5            | Бордо                  | 1:3            | 1:2            |                |
| ЦСКА                | 2:4            | Копенгаген             | 1:2            | 1:2            |                |
| Олімпіакос (Пірей)  | 7:1            | Люцерн                 | 4:0            | 3:1            |                |
| Рейнджерс           | 3:1            | Марибор                | 3:1            | 0:0            |                |
| Тренчин             | 5:1            | Феєнорд                | 4:0            | 1:1            |                |
| Ягеллонія           | 1:4            | Гент                   | 0:1            | 1:3            |                |
| Спартак             | 1:4            | Брондбю                | 0:2            | 1:2            |                |
| Уфа                 | 4:3            | Прогрес                | 2:1            | 2:2            |                |
| Бешікташ            | 2:2 (ч)        | ЛАСК                   | 1:0            | 1:2            |                |
| Аполлон             | 4:1            | Динамо (Брест)         | 4:0            | 0:1            |                |
| РБ Лейпциг          | 4:2            | Університатя (Крайова) | 3:1            | 1:1            |                |

## Раунд плей-оф
Жеребкування відбулося 6 серпня 2018 року. Перші матчі відбулися 23 серпня 2018 року, матчі-відповіді — 30 серпня 2018 року.
| Команда 1          | Заг.           | Команда 2           | 1-й матч       | 2-й матч       |                |
| Шлях чемпіонів     | Шлях чемпіонів | Шлях чемпіонів      | Шлях чемпіонів | Шлях чемпіонів | Шлях чемпіонів |
| ------------------ | -------------- | ------------------- | -------------- | -------------- | -------------- |
| Олімпія            | 1:3            | Спартак (Трнава)    | 0:2            | 1:1            |                |
| АПОЕЛ              | 1:1 (пен. 1:2) | Астана              | 1:0            | 0:1            |                |
| Русенборг          | 5:1            | Шкендія             | 3:1            | 2:0            |                |
| Ф91 Дюделанж       | 5:2            | Клуж                | 2:0            | 3:2            |                |
| Судува             | 1:4            | Селтік              | 1:1            | 0:3            |                |
| Шериф              | 1:3            | Карабах             | 1:0            | 0:3            |                |
| Мальме             | 4:2            | Мідтьюлланн         | 2:2            | 2:0            |                |
| Торпедо            | 0:5            | Лудогорець          | 0:1            | 0:4            |                |
| Основний шлях      |                |                     |                |                |                |
| Сігма              | 0:4            | Севілья             | 0:1            | 0:3            |                |
| Сарпсборг 08       | 4:3            | Маккабі (Тель-Авів) | 3:1            | 1:2            |                |
| Гент               | 0:2            | Бордо               | 0:0            | 0:2            |                |
| Партизан           | 1:4            | Бешікташ            | 1:1            | 0:3            |                |
| Рапід              | 4:3            | Стяуа               | 3:1            | 1:2            |                |
| Базель             | 3:3 (ч)        | Аполлон             | 3:2            | 0:1            |                |
| Рейнджерс          | 2:1            | Уфа                 | 1:0            | 1:1            |                |
| Аталанта           | 0:0 (пен. 3:4) | Копенгаген          | 0:0            | 0:0            |                |
| Зеніт              | 4:3            | Молде               | 3:1            | 1:2            |                |
| Тренчин            | 1:4            | АЕК                 | 1:1            | 0:3            |                |
| Генк               | 9:4            | Брондбю             | 5:2            | 4:2            |                |
| Олімпіакос (Пірей) | 4:2            | Бернлі              | 3:1            | 1:1            |                |
| Зоря               | 2:3            | РБ Лейпциг          | 0:0            | 2:3            |                |

## Груповий етап
У груповому раунді беруть участь 48 команд: 17 команд, які автоматично потрапили в груповий етап, 21 переможець раунду плей-оф, 6 команд, які програли в раунді плей-оф Ліги чемпіонів та 4 команди, які програли у третьому кваліфікаційному раунді Ліги чемпіонів (шлях нечемпіонів).
48 команд були розподілені за клубним рейтингом УЄФА 2018. За допомогою жеребкування команди будуть розподілені на 12 груп по 4 команди у кожній. Команди з однієї асоціації не можуть бути в одній групі.
У кожній групі команди грають одна з одною по 2 матчі: вдома та на виїзді (по круговій системі). Команди, що посіли перше та друге місця виходять у плей-оф.

### Група A
| Команда    | І | В | Н | П | ЗМ | ПМ | РМ | О  |
| ---------- | - | - | - | - | -- | -- | -- | -- |
| Баєр 04    | 6 | 4 | 1 | 1 | 16 | 9  | +7 | 13 |
| Цюрих      | 6 | 3 | 1 | 2 | 7  | 6  | +1 | 10 |
| АЕК        | 6 | 1 | 2 | 3 | 6  | 12 | −6 | 5  |
| Лудогорець | 6 | 0 | 4 | 2 | 5  | 7  | −2 | 4  |

|            | БАЙ | ЛУД | ЦЮР | АЕК |
| ---------- | --- | --- | --- | --- |
| Баєр 04    | —   | 1-1 | 1-0 | 4-2 |
| Лудогорець | 2-3 | —   | 1-1 | 0-0 |
| Цюрих      | 3-2 | 1-0 | —   | 1-2 |
| АЕК        | 1-5 | 1-1 | 0-1 | —   |

### Група B
| Команда    | І | В | Н | П | ЗМ | ПМ | РМ  | О  |
| ---------- | - | - | - | - | -- | -- | --- | -- |
| Ред Булл   | 6 | 6 | 0 | 0 | 17 | 6  | +11 | 18 |
| Селтік     | 6 | 3 | 0 | 3 | 6  | 8  | −2  | 9  |
| РБ Лейпциг | 6 | 2 | 1 | 3 | 9  | 8  | +1  | 7  |
| Русенборг  | 6 | 0 | 1 | 5 | 4  | 14 | −10 | 1  |

|            | РБЗ | СЕЛ | РБЛ | РУС |
| ---------- | --- | --- | --- | --- |
| Ред Булл   | —   | 3-1 | 1-0 | 3-0 |
| Селтік     | 1-2 | —   | 2-1 | 1-0 |
| РБ Лейпциг | 2-3 | 2-0 | —   | 1-1 |
| Русенборг  | 2-5 | 0-1 | 1-3 | —   |

### Група C
| Команда    | І | В | Н | П | ЗМ | ПМ | РМ | О  |
| ---------- | - | - | - | - | -- | -- | -- | -- |
| Зеніт      | 6 | 3 | 2 | 1 | 6  | 5  | +1 | 11 |
| Славія     | 6 | 3 | 1 | 2 | 4  | 3  | +1 | 10 |
| Бордо      | 6 | 2 | 1 | 3 | 6  | 6  | 0  | 7  |
| Копенгаген | 6 | 1 | 2 | 3 | 3  | 5  | −2 | 5  |

|            | ЗЕН | КОП | БОР | СЛА |
| ---------- | --- | --- | --- | --- |
| Зеніт      | —   | 1-0 | 2-1 | 1-0 |
| Копенгаген | 1-1 | —   | 0-1 | 0-1 |
| Бордо      | 1-1 | 1-2 | —   | 2-0 |
| Славія     | 2-0 | 0-0 | 1-0 | —   |

### Група D
| Команда          | І | В | Н | П | ЗМ | ПМ | РМ | О  |
| ---------------- | - | - | - | - | -- | -- | -- | -- |
| Динамо           | 6 | 4 | 2 | 0 | 11 | 3  | +8 | 14 |
| Фенербахче       | 6 | 2 | 2 | 2 | 7  | 7  | 0  | 8  |
| Спартак (Трнава) | 6 | 2 | 1 | 3 | 4  | 7  | −3 | 7  |
| Андерлехт        | 6 | 0 | 3 | 3 | 2  | 7  | −5 | 3  |

|            | АНД | ФЕН | ДИЗ | СПТ |
| ---------- | --- | --- | --- | --- |
| Андерлехт  | —   | 2-2 | 0-2 | 0-0 |
| Фенербахче | 2-0 | —   | 0-0 | 2-0 |
| Динамо     | 0-0 | 4-1 | —   | 3-1 |
| Спартак Т  | 1-0 | 1-0 | 1-2 | —   |

### Група E
| Команда            | І | В | Н | П | ЗМ | ПМ | РМ  | О  |
| ------------------ | - | - | - | - | -- | -- | --- | -- |
| Арсенал            | 6 | 5 | 1 | 0 | 12 | 2  | +10 | 16 |
| Спортінг (Лісабон) | 6 | 4 | 1 | 1 | 13 | 3  | +10 | 13 |
| Ворскла            | 6 | 1 | 0 | 5 | 4  | 13 | −9  | 3  |
| Карабах            | 6 | 1 | 0 | 5 | 2  | 13 | −11 | 3  |

|            | АРС | СПО | КАР | ВОР |
| ---------- | --- | --- | --- | --- |
| Арсенал    | —   | 0-0 | 1-0 | 4-2 |
| Спортінг Л | 0-1 | —   | 2-0 | 3-0 |
| Карабах    | 0-3 | 1-6 | —   | 0-1 |
| Ворскла    | 0-3 | 1-2 | 0-1 | —   |

### Група F
| Команда            | І | В | Н | П | ЗМ | ПМ | РМ  | О  |
| ------------------ | - | - | - | - | -- | -- | --- | -- |
| Реал Бетіс         | 6 | 3 | 3 | 0 | 7  | 2  | +5  | 12 |
| Олімпіакос (Пірей) | 6 | 3 | 1 | 2 | 11 | 6  | +5  | 10 |
| Мілан              | 6 | 3 | 1 | 2 | 12 | 9  | +3  | 10 |
| Ф91 Дюделанж       | 6 | 0 | 1 | 5 | 3  | 16 | −13 | 1  |

|              | ОЛІ | МІЛ | БЕТ | ДЮД |
| ------------ | --- | --- | --- | --- |
| Олімпіакос П | —   | 3-1 | 0-0 | 5-1 |
| Мілан        | 3-1 | —   | 1-2 | 5-2 |
| Реал Бетіс   | 1-0 | 1-1 | —   | 3-0 |
| Ф91 Дюделанж | 0-2 | 0-1 | 0-0 | —   |

### Група G
| Команда          | І | В | Н | П | ЗМ | ПМ | РМ | О  |
| ---------------- | - | - | - | - | -- | -- | -- | -- |
| Вільярреал       | 6 | 2 | 4 | 0 | 12 | 5  | +7 | 10 |
| Рапід            | 6 | 3 | 1 | 2 | 6  | 9  | −3 | 10 |
| Рейнджерс        | 6 | 1 | 3 | 2 | 8  | 8  | 0  | 6  |
| Спартак (Москва) | 6 | 1 | 2 | 3 | 8  | 12 | −4 | 5  |

|            | ВІЛ | РАП | СПМ | РЕЙ |
| ---------- | --- | --- | --- | --- |
| Вільярреал | —   | 5-0 | 2-0 | 2-2 |
| Рапід      | 0-0 | —   | 2-0 | 1-0 |
| Спартак М  | 3-3 | 1-2 | —   | 4-3 |
| Рейнджерс  | 0-0 | 3-1 | 0-0 | —   |

### Група H
| Команда              | І | В | Н | П | ЗМ | ПМ | РМ  | О  |
| -------------------- | - | - | - | - | -- | -- | --- | -- |
| Айнтрахт (Франкфурт) | 6 | 6 | 0 | 0 | 17 | 5  | +12 | 18 |
| Лаціо                | 6 | 3 | 0 | 3 | 9  | 11 | −2  | 9  |
| Аполлон              | 6 | 2 | 1 | 3 | 10 | 10 | 0   | 7  |
| Марсель              | 6 | 0 | 1 | 5 | 6  | 16 | −10 | 1  |

|            | ЛАЦ | МАР | АЙН | АПО |
| ---------- | --- | --- | --- | --- |
| Лаціо      | —   | 2-1 | 1-2 | 2-1 |
| Марсель    | 1-3 | —   | 1-2 | 1-3 |
| Айнтрахт Ф | 4-1 | 4-0 | —   | 2-0 |
| Аполлон    | 2-0 | 2-2 | 2-3 | —   |

### Група I
| Команда      | І | В | Н | П | ЗМ | ПМ | РМ | О  |
| ------------ | - | - | - | - | -- | -- | -- | -- |
| Генк         | 6 | 3 | 2 | 1 | 14 | 8  | +6 | 11 |
| Мальме       | 6 | 2 | 3 | 1 | 7  | 6  | +1 | 9  |
| Бешікташ     | 6 | 2 | 1 | 3 | 9  | 11 | −2 | 7  |
| Сарпсборг 08 | 6 | 1 | 2 | 3 | 8  | 13 | −5 | 5  |

|              | БЕШ | ГЕК | МАЛ | САР |
| ------------ | --- | --- | --- | --- |
| Бешікташ     | —   | 2-4 | 0-1 | 3-1 |
| Генк         | 1-1 | —   | 2-0 | 4-0 |
| Мальме       | 2-0 | 2-2 | —   | 1-1 |
| Сарпсборг 08 | 2-3 | 3-1 | 1-1 | —   |

### Група J
| Команда             | І | В | Н | П | ЗМ | ПМ | РМ  | О  |
| ------------------- | - | - | - | - | -- | -- | --- | -- |
| Севілья             | 6 | 4 | 0 | 2 | 18 | 6  | +12 | 12 |
| Краснодар           | 6 | 4 | 0 | 2 | 8  | 8  | 0   | 12 |
| Стандард            | 6 | 3 | 1 | 2 | 7  | 9  | −2  | 10 |
| Акхісар Беледієспор | 6 | 0 | 1 | 5 | 4  | 14 | −10 | 1  |

|                     | СЕВ | КРА | СТА | АКБ |
| ------------------- | --- | --- | --- | --- |
| Севілья             | —   | 3-0 | 5-1 | 6-0 |
| Краснодар           | 2-1 | —   | 2-1 | 2-1 |
| Стандард            | 1-0 | 2-1 | —   | 2-1 |
| Акхісар Беледієспор | 2-3 | 0-1 | 0-0 | —   |

### Група K
| Команда  | І | В | Н | П | ЗМ | ПМ | РМ | О  |
| -------- | - | - | - | - | -- | -- | -- | -- |
| Динамо   | 6 | 3 | 2 | 1 | 10 | 7  | +3 | 11 |
| Ренн     | 6 | 3 | 0 | 3 | 7  | 8  | −1 | 9  |
| Астана   | 6 | 2 | 2 | 2 | 7  | 7  | 0  | 8  |
| Яблонець | 6 | 1 | 2 | 3 | 6  | 8  | −2 | 5  |

|          | ДИК | АСТ | РЕН | ЯБЛ |
| -------- | --- | --- | --- | --- |
| Динамо   | —   | 2-2 | 3-1 | 0-1 |
| Астана   | 0-2 | —   | 2-0 | 2-1 |
| Ренн     | 1-2 | 2-0 | —   | 2-1 |
| Яблонець | 2-2 | 1-1 | 0-1 | —   |

### Група L
| Команда  | І | В | Н | П | ЗМ | ПМ | РМ | О  |
| -------- | - | - | - | - | -- | -- | -- | -- |
| Челсі    | 6 | 5 | 1 | 0 | 12 | 3  | +9 | 16 |
| БАТЕ     | 6 | 3 | 0 | 3 | 9  | 9  | 0  | 9  |
| МОЛ Віді | 6 | 2 | 1 | 3 | 5  | 7  | −2 | 7  |
| ПАОК     | 6 | 1 | 0 | 5 | 5  | 12 | −7 | 3  |

|          | ЧЕЛ | ПАО | БАТ | ВІД |
| -------- | --- | --- | --- | --- |
| Челсі    | —   | 4-0 | 3-1 | 1-0 |
| ПАОК     | 0-1 | —   | 1-3 | 0-2 |
| БАТЕ     | 0-1 | 1-4 | —   | 2-0 |
| МОЛ Віді | 2-2 | 1-0 | 0-2 | —   |

## Плей-оф

### 1/16 фіналу
Жеребкування відбулося 17 грудня 2018 року. Перші матчі відбулися 12 та 14 лютого 2019 року, матчі-відповіді — 20 та 21 лютого 2019 року.
| Команда 1          | Заг.    | Команда 2            | 1-й матч | 2-й матч |
| ------------------ | ------- | -------------------- | -------- | -------- |
| Вікторія           | 2:4     | Динамо               | 2:1      | 0:3      |
| Брюгге             | 2:5     | Ред Булл             | 2:1      | 0:4      |
| Рапід              | 0:5     | Інтернаціонале       | 0:1      | 0:4      |
| Славія             | 4:1     | Генк                 | 0:0      | 4:1      |
| Краснодар          | 1:1 (ч) | Баєр 04              | 0:0      | 1:1      |
| Цюрих              | 1:5     | Наполі               | 1:3      | 0:2      |
| Мальме             | 1:5     | Челсі                | 1:2      | 0:3      |
| Шахтар             | 3:6     | Айнтрахт (Франкфурт) | 2:2      | 1:4      |
| Селтік             | 0:3     | Валенсія             | 0:2      | 0:1      |
| Ренн               | 6:4     | Реал Бетіс           | 3:3      | 3:1      |
| Олімпіакос (Пірей) | 2:3     | Динамо               | 2:2      | 0:1      |
| Лаціо              | 0:3     | Севілья              | 0:1      | 0:2      |
| Фенербахче         | 2:3     | Зеніт                | 1:0      | 1:3      |
| Спортінг (Лісабон) | 1:2     | Вільярреал           | 0:1      | 1:1      |
| БАТЕ               | 1:3     | Арсенал              | 1:0      | 0:3      |
| Галатасарай        | 1:2     | Бенфіка              | 1:2      | 0:0      |

### 1/8 фіналу
Жеребкування відбулося 22 лютого 2019 року. Перші матчі відбулися 7 березня 2019 року, матчі-відповіді — 14 березня 2019 року.
| Команда 1            | Заг. | Команда 2      | 1-й матч | 2-й матч |
| -------------------- | ---- | -------------- | -------- | -------- |
| Челсі                | 8:0  | Динамо         | 3:0      | 5:0      |
| Айнтрахт (Франкфурт) | 1:0  | Інтернаціонале | 0:0      | 1:0      |
| Динамо               | 1:3  | Бенфіка        | 1:0      | 0:3 (дч) |
| Наполі               | 4:3  | Ред Булл       | 3:0      | 1:3      |
| Валенсія             | 3:2  | Краснодар      | 2:1      | 1:1      |
| Севілья              | 5:6  | Славія         | 2:2      | 3:4 (дч) |
| Ренн                 | 3:4  | Арсенал        | 3:1      | 0:3      |
| Зеніт                | 2:5  | Вільярреал     | 1:3      | 1:2      |

### 1/4 фіналу
Жеребкування відбулося 15 березня 2019 року. Перші матчі відбулися 11 квітня 2019 року, матчі-відповіді — 18 квітня 2019 року.
| Команда 1  | Заг.    | Команда 2            | 1-й матч | 2-й матч |
| ---------- | ------- | -------------------- | -------- | -------- |
| Арсенал    | 3:0     | Наполі               | 2:0      | 1:0      |
| Вільярреал | 1:5     | Валенсія             | 1:3      | 0:2      |
| Бенфіка    | 4:4 (ч) | Айнтрахт (Франкфурт) | 4:2      | 0:2      |
| Славія     | 3:5     | Челсі                | 0:1      | 3:4      |

### 1/2 фіналу
Жеребкування відбулося 15 березня 2019 року. Перші матчі відбулися 2 травня 2019 року, матчі-відповіді — 9 травня 2019 року.
| Команда 1            | Заг.           | Команда 2 | 1-й матч | 2-й матч |
| -------------------- | -------------- | --------- | -------- | -------- |
| Арсенал              | 7:3            | Валенсія  | 3:1      | 4:2      |
| Айнтрахт (Франкфурт) | 2:2 (пен. 3:4) | Челсі     | 1:1      | 1:1      |

### Фінал
Фінал відбувся 29 травня 2019 року на стадіоні «Олімпійський» у Баку.
| 29 травня 2019 23:00 UTC+4 |

| Челсі                                   | 4:1      | Арсенал   |
| --------------------------------------- | -------- | --------- |
| Жіру 49' Педро 60' Азар 65' (пен.), 72' | Протокол | Івобі 69' |

| «Олімпійський», Баку Глядачів: 51 370 Арбітр: Джанлука Роккі (Італія) |

## Бомбардири
| № | Гравець              | Команда              | Голи | ХВ   |
| - | -------------------- | -------------------- | ---- | ---- |
| 1 | Олів'є Жіру          | Челсі                | 11   | 1124 |
| 2 | Лука Йович           | Айнтрахт (Франкфурт) | 10   | 953  |
| 3 | Віссам Бен Єддер     | Севілья              | 8    | 621  |
| 3 | Моанес Дабур         | Ред Булл             | 8    | 856  |
| 3 | П'єр-Емерік Обамеянг | Арсенал              | 8    | 934  |
| 6 | Фредрік Гулбрандсен  | Ред Булл             | 5    | 429  |
| 6 | Джовані Ло Чельсо    | Реал Бетіс           | 5    | 563  |
| 6 | Александр Ляказетт   | Арсенал              | 5    | 651  |
| 6 | Себастьєн Аллер      | Айнтрахт (Франкфурт) | 5    | 770  |
| 6 | Педро                | Челсі                | 5    | 944  |